# Hudson-Stähli-Linie
Die Hudson-Stähli-Linie ist eine Form einer Eisenablagerungslinie mit charakteristischen Verfärbungen der Hornhaut des Auges durch Eisenablagerungen. Die Linie liegt ungefähr an der Grenze zwischen dem mittleren und unteren Hornhautdrittel im Hornhautepithel. Normalerweise hat sie eine Dicke von etwa 0,5 mm und eine Länge von 1–2 mm. Sie verläuft horizontal, mit einem möglichen leichten Abwärtstrend in der Mitte.
Sie gilt als physiologische Eisenablagerung an der Stelle des Lidschlusses und findet sich normalerweise bei Menschen über 50 Jahren, scheint sich aber im Alter von 70 bis zu einem gewissen Grad aufzulösen. Die Hudson-Stähli-Linie ist mit keiner Pathologie verbunden, die eine klinische Intervention erfordert. Die Bildung der Linie kann von der Rate der Tränensekretion abhängen. Allerdings kann die Hudson-Stähli-Linie in Bezug auf die Toxizität von Hydroxychloroquin verstärkt werden.
Der Name bezieht sich auf die Autoren zweier unabhängiger Beschreibungen aus dem Jahre 1911 durch den englischen Augenarzt Arthur Cyril Hudson (* 1875, † 1962) und aus dem Jahre 1918 durch den Schweizerischen Ophthalmologen Jean Stähli (* 1890).